# 1996-os Nickelodeon Kids’ Choice Awards
Ez a kilencedik Nickelodeon Kids’ Choice Awards. amelyet 1996. május 11-én rendeztek Universal Pictures, Universal City, Los Angeles, Kaliforniában.

## Győztesek és jelöltek

### Kedvenc filmszínész
- Jim Carrey - Ace Ventura 2. – Hív a természet és Mindörökké Batman
- Tom Hanks - Apolló 13
- Robin Williams - Jumanji
- Jonathan Taylor Thomas - Tom és Huck

### Kedvenc filmszínésznő
- Mary-Kate és Ashley Olsen - Kettőn áll a vásár
- Nicole Kidman - Mindörökké Batman
- Alicia Silverstone - Spinédzserek
- Kirstie Alley - Kettőn áll a vásár

### Kedvenc film
- Ace Ventura 2. – Hív a természet
- Mindörökké Batman
- Casper
- Toy Story – Játékháború

### Kedvenc tv-színész
- Tim Allen – Házi barkács
- Jaleel White – Family Matters
- Will Smith – Kaliforniába jöttem
- Martin Lawrence – Martin

### Kedvenc tv-színésznő
- Tia Mowry és Tamera Mowry – Ikercsajok
- Tatyana Ali  – Kaliforniába jöttem
- Queen Latifah – Living Single
- Roseanne – Roseanne

### Kedvenc rajzfilm
- Fecsegő tipegők
- Animánia
- Doug
- A Simpson család

### Kedvenc videójáték
- Donkey Kong Country
- Ms. Pac-Man
- Tiny Toon Adventures: Buster Busts Loose!
- X-Men: Children of the Atom

### Kedvenc filmes állat
- Szabadítsátok ki Willyt! 2. – Willy  (Bálna)
- Jóbarátok – Marcel (majom)
- Babe – Babe (malac)
- Kongó – Amy (gorilla)

### Kedvenc dal
- The Rembrandts – I'll Be There for You

### Hall of Fame díjas
- Tim Allen

## Nyálkás hírességek
- Queen Latifah

## Fordítás
- Ez a szócikk részben vagy egészben  a(z)   1996 Kids' Choice Awards című angol Wikipédia-szócikk ezen változatának fordításán alapul.  Az eredeti cikk szerkesztőit annak laptörténete sorolja fel. Ez a jelzés csupán a megfogalmazás eredetét és a szerzői jogokat jelzi, nem szolgál a cikkben szereplő információk forrásmegjelöléseként.